# Twenty Foreplay
Twenty Foreplay è un singolo della cantante statunitense Janet Jackson, pubblicato nel 1996 ed estratto dall'album di raccolta Design of a Decade 1986/1996.

## Tracce
- CD (UK)

1. Twenty Foreplay (Slow Jam International Edit) – 4:26
2. The Pleasure Principle (Legendary Radio Mix) – 4:17
3. Alright (CJ Radio) – 3:52
4. The Pleasure Principle (Legendary Club Mix) – 8:15

- CD (Europa)

1. Twenty Foreplay (Slow Jam International Edit) – 4:26
2. Runaway (Jam & Lewis Street Mix Edit) – 3:23
3. Runaway (Jam & Lewis Ghetto Mix) – 4:54
4. Twenty Foreplay (Slow Jam Video Edit) – 4:50

- CD Remixes

1. Twenty Foreplay (Radio Club Mix Edit) – 3:42
2. Twenty Foreplay (Junior's Jungle Club Mix) – 9:56
3. Twenty Foreplay (Radio Club Mix) – 5:02
4. Runaway (G-Man's Hip Hop Mix) – 4:14

## Video
Il videoclip della canzone è ispirato alla figura di Dorothy Dandridge ed è stato diretto da Keir McFarlane.

## Classifiche
| Classifica (1996) | Posizione raggiunta |
| ----------------- | ------------------- |
| Regno Unito       | 22                  |